# Batalla de Kreminná (2022)
La batalla de Kreminná, también llamada como primera batalla de Kreminná, fue un enfrentamiento militar entre Rusia y Ucrania sobre la ciudad ucraniana oriental de Kreminná. Es considerada como la primera batalla durante la batalla del Dombás.

## Antecedentes
Kreminná, una ciudad de 18 000 habitantes, ha sido una ciudad estratégica desde el comienzo de la invasión rusa de Ucrania porque es un pasaje a Kramatorsk, que está a solo 1 hora en coche de Kremennaya.

## Batalla
El 18 de abril, las fuerzas rusas entraron en Kremennaya, donde el gobernador del óblast de Lugansk, Serhiy Haidai, informó de que habían comenzado los combates callejeros y que la evacuación no era posible. Los tanques y otras armas también entraron donde los civiles estaban rodeados por tropas rusas. Las fuerzas rusas atacaron desde todos los lados, rodeando la ciudad. Los combates continuaron durante toda la noche con fuego de artillería pesada disparado alrededor de las calles. Las fuerzas rusas más tarde capturaron el ayuntamiento el 19 de abril.[cita requerida] Esa noche, Serhiy informó que las tropas ucranianas restantes se retiraron, dando a las tropas rusas el control total de la ciudad.

## Consecuencias
Kreminná fue la primera ciudad en caer durante la ofensiva del Dombás anunciada por Rusia el 18 de abril. El gobernador informó que 200 civiles fueron asesinados, pero podría haber sido más. Funcionarios ucranianos informaron el 25 de abril que algunas soldados rusos murieron en una explosión en el Ayuntamiento de Kreminná por una explosión de gas.